# Odelín Molina
Odelín Molina Hernández (3 de agosto de 1974, La Habana, Cuba) es un futbolista cubano, que juega como portero en el Fútbol Club Villa Clara del Campeonato Nacional de Fútbol de Cuba.

Ostenta el récord de selecciones nacionales con Cuba al haber defendido sus colores patrios en 122 ocasiones siendo su último partido internacional el encuentro de cuartos de final de Copa de Oro de 2013 ante Panamá el 20 de julio de 2013.

## Clubes
| Club           | País | Año   |
| -------------- | ---- | ----- |
| FC Villa Clara | Cuba | 1993- |

## Participaciones en torneos internacionales
| Torneo                 | Sede                    | Resultado        |
| ---------------------- | ----------------------- | ---------------- |
| Mundial Sub-17 de 1991 | Italia                  | Primera fase     |
| Copa Oro 2002          | Estados Unidos          | Primera fase     |
| Copa Oro 2003          | Estados Unidos y México | Cuartos de final |
| Copa Oro 2005          | Estados Unidos          | Primera fase     |
| Copa Oro 2007          | Estados Unidos          | Primera fase     |
| Copa Oro 2011          | Estados Unidos          | Primera Fase     |
| Copa Oro 2013          | Estados Unidos          | Cuartos de final |

## Participaciones en Eliminatorias al Mundial
Odelín Molina participó a todos los procesos de eliminatorias desde 1998, con un balance de 25 partidos jugados, 9 victorias, 5 empates y 11 derrotas, según estadísticas arrojadas por la FIFA.

## Palmarés
| Título              | Club           | País | Año  |
| ------------------- | -------------- | ---- | ---- |
| Campeonato Nacional | FC Villa Clara | Cuba | 1997 |
| Campeonato Nacional | FC Villa Clara | Cuba | 2002 |
| Campeonato Nacional | FC Villa Clara | Cuba | 2004 |